# Jam Master Jay
Jam Master Jay (21. ledna 1965 – 30. října 2002), vlastním jménem Jason William Mizell, byl americký rapper a DJ hiphopové skupiny Run DMC.

## Život
JMJ se narodil v Brooklynu (New York) a v 10 letech se přestěhoval do jiné části tohoto města, do Queensu. Již od mládí hrával na basu, kytaru a bicí v několika „garážových skupinách“. V roce 1982 se na střední škole seznamuje s Josephem Simmonsem (známý také jako DJ Run) a Darrylem McDanielsem (DMC) a zakládají formaci Run DMC. Na Manhattanu Jam Master Jay založil Scratch DJ Academy pro děti, které se zajímají o DJing. V roce 1989 zakládá Jason „JMJ“ Mizell hudební společnost Jam Master Jay Records, která zažívá velký úspěch v roce 1993, kdy produkovala album skupiny Onyx. V 90. letech JMJ přežil těžkou autonehodu a 2 střelná zranění.

## Smrt
DJ Jam Master Jay byl 30. října roku 2002 zastřelen ve svém nahrávacím studiu v Queensu. Jeho spolupracovník Urieco Rincon, v tu dobu také v místnosti, byl postřelen do nohou. Okolnosti této vraždy jsou dosud nejasné.

## Diskografie s Run DMC
- Run DMC (1984)
- King of Rock (1985)
- Raising Hell (1986)
- Tougher Than Leather (1988)
- Back from Hell (1990)
- Down with the King (1993)
- Crown Royal (2001)